# Jan Jacob Slauerhoff

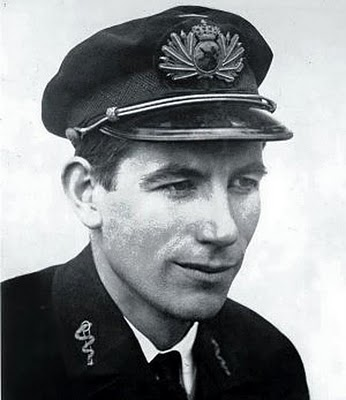
J.J. Slauerhoff (um 1930)

Jan Jacob Slauerhoff (Pseudonym John Ravenswood; * 15. September 1898 in Leeuwarden, Provinz Friesland; † 5. Oktober 1936 in Hilversum) war ein niederländischer Schriftsteller.

## Leben
Slauerhoff studierte Medizin an der Universität von Amsterdam und war ab 1923 als Schiffsarzt tätig. Er unternahm zahlreiche Reisen zu den ost- und westindischen Inseln, nach China und Afrika. Er stand den französischen poètes maudits nahe. Slauerhoff veröffentlichte seine ersten Werke in den Zeitschriften De Vrije Bladen und Forum und entwickelte sich nach dem Ersten Weltkrieg zu einem der bedeutendsten niederländischen Lyriker.
1935 unternahm er mehrere Seereisen, in diesem Jahr ließ er sich aber auch von Darja Collin scheiden. Auf seiner letzten Reise nach Südafrika erkrankte er an Malaria im Zusammenhang mit einer vernachlässigten Tuberkulose. Slauerhoff ging erneut nach Meran, um sich zu erholen, aber es war zu spät. Immer noch krank kehrte er 1936 in die Niederlande zurück, wo er in das Pflegeheim „Villa Carla“ in Hilversum aufgenommen wurde. Hier starb er am 5. Oktober, kurz nach seinem 38. Geburtstag und drei Monate nach der Veröffentlichung seines letzten Gedichtbandes.
Von 1930 bis 1935 war Slauerhoff verheiratet mit der Tänzerin Darja Collin. Ein gemeinsamer Sohn der Eheleute starb kurz nach der Geburt.

## Werke (Auswahl)
- Archipel (1923)
- Clair-obscur (1927)
- Oost-Azië (1928, als John Ravenswood)
  - Schaum und Asche. Erzählungen. Übersetzt von Jürgen Sternsdorff. Vertaal & Verlaat, Marburg 2008, ISBN 978-3-86840-000-7.
- Het verboden rijk (1932)
  - Das verbotene Reich. Übersetzt  von Albert Vigoleis Thelen. Klett-Cotta, Stuttgart 1986, ISBN 3-608-95379-5.
- Het leven op aarde (1934)
- De opstand van Guadalajara (1937)
  - Christus in Guadalajara. Roman. Übersetzt von Ard Posthuma. Nachw. Cees Nooteboom. Suhrkamp, Frankfurt am Main 1998, ISBN 3-518-22278-3.[3]
- Slauerhoff. Desperado te land en ter zee = Desperado zu Wasser und zu Land. Vijftien gedichten. Met der Nachdichtung von Hans van der Veen. Labor Vincit, Leiden 2015.

Ausgabe
- Verzamelde werken (ed. K. Lekkerkerker) (1941–1958, 8 Bände)

Die portugiesische Fado-Sängerin Cristina Branco widmete sich im Jahr 2000 mit einem ganzen Album (O Descobridor) seinem Werk. 

## Auszeichnung
- 1934: C.W. van der Hoogtprijs für Soleares